# Masacre de San Fernando (Paraguay)
La masacre de San Fernando, fue un episodio que tuvo lugar el 21 de diciembre de 1868, en vísperas de la Batalla de Itá Ybaté , durante la Campaña de Pikysyry en la Guerra de la Triple Alianza, que consistió en el juicio sumario y ejecución de cientos de presos,militares,y gente de renombre paraguayas por orden del presidente paraguayo Francisco Solano López. Algunos presos fueron acusados de tramar una supuesta conspiración para traicionar a López y firmar la paz con los aliados y acabar con la guerra.

## Antecedentes
Francisco Solano Lopéz abandono Humaitá con sus tropas en marzo de 1868 y acamparon en San Fernando donde descubre que muchos funcionarios del gobierno conspiraron para traicionarlo y negociar la paz con los aliados, incluido su hermano Benigno López Carrillo. En palbras de Arturo Bray:
“La tan mentada conspiración no pudo haber pasado de una revolución de palacio, gestada en la propia familia de Solano López, que ante la llegada de los barcos de guerra brasileños a Asunción, creyó perdida la guerra, y lo que era peor, pensó que sus intereses estaban en peligro.

## Hechos
El 26 de agosto de 1868, antes de abandonar y quemar su campamento, Francisco Solano Lopéz hizo fusilar a su ministro José Berges junto a 18 detenidos. Solano Lopéz formó un consejo de guerra para juzgar a los conspiradores, cientos de ellos fueron ejecutados, para la tarea López envió al coronel Hilário Marcó el 21 de diciembre de 1868. 

## Víctimas
Más de 353 personas fueron fusiladas y lanceadas por orden de López, en el campamento de San Fernando, entre julio y diciembre de 1868, acusados de traidores. 4 días después los brasileños entraron a San Fernando que estaba en llamas, se encontraron con varias y grandes fosas abiertas que tenían carteles con el mensaje de «Traidores a la Patria». El cadáver de José Berges fue plenamente identificado, no así los casi 400 cadáveres restantes.
Entre los muertos estaban: José Berges y Gumersindo Benítez, exministros de Relaciones Exteriores, el general José María Bruquez, el general Vicente Barrios, exministro de Guerra y Marina y suegro de Carlos A. López, Coronel Manuel Núñez, Coronel Paulino Alén Benítez, Obispo del Paraguay Manuel Antonio Palacios, entre muchas familias paraguayas.